# 王牌大主廚
《王牌大主廚》（法文：Comme Un Chef），為2012年由丹尼爾·柯恩執導的一部美食喜劇片，由尚·雷諾、麥克揚、賴弗勒阿苟固、朱利安伯斯李爾和莎樂梅·斯蒂文寧主演。

## 劇情
米其林三星主廚亞歷山大（尚·雷諾飾）遇到無法創造新食譜的危機，餐廳老闆也正在計畫將亞歷山大趕走，並打算找一位擅長分子料理的主廚來取代他。亞歷山大的麻煩不僅如此，他與女兒的關係也慢慢變糟；另一方面，亞歷山大的死忠粉絲阿傑（麥克揚飾）雖有天才般的味覺才能，卻因個性使然而無法做好每一份工作。兩人因緣際會，展開一連串精彩的故事。

## 評價
爛番茄新鮮度83%，平均得分6.4分。

## 外部連結
- IMDB：王牌大主廚 （页面存档备份，存于）
- Rotten Tomatoes：王牌大主廚 （页面存档备份，存于）